# Che tempo che fa
Che tempo che fa è un programma televisivo italiano di genere varietà e talk show ideato e condotto da Fabio Fazio, affiancato da Filippa Lagerbäck e Luciana Littizzetto.
Originariamente in onda su Rai 3, è stato trasmesso su questa rete dal 13 settembre 2003 al 4 giugno 2017 e poi nuovamente dal 27 settembre 2020 al 28 maggio 2023, dopo una parentesi su Rai 1 (dal 24 settembre 2017 al 2 giugno 2019) e su Rai 2 (dal 29 settembre 2019 al 24 maggio 2020).
Dopo il passaggio di Fazio a Warner Bros. Discovery, dal 15 ottobre 2023 è trasmesso su Nove.

## Storia
Inizialmente previsto per l'access prime time di Rai 1 nel 2002, come programma concorrente a Striscia la notizia, esordì l'anno successivo nella stessa fascia oraria ma solo il fine settimana su Rai 3. Inizialmente il programma era basato prevalentemente sulle informazioni meteorologiche italiane e internazionali, rifacendosi già nel titolo alla storica trasmissione di previsioni del tempo Che tempo fa, condotta da Edmondo Bernacca, della quale viene citato anche il tema musicale nella sigla di apertura della trasmissione. Anche la sigla - fino al 29 maggio 2011 - era simile a quella di Che tempo fa per poi essere rimpiazzata da altre canzoni.
La prima puntata andò in onda il 13 settembre 2003 e nella prima edizione era presente il Meteo Lab, composto dai meteorologi Paolo Frontero, Luca Lombroso, Luca Mercalli, Tiziana Paccagnella e Dino Zardi.
Lo scarso successo della prima edizione - sia in termini di gradimento che di audience - spinse gli autori del programma (Fabio Fazio, Pietro Galeotti e Marco Posani) a cambiarne totalmente la formula in quella di un talk show di costume, con interviste a ospiti italiani e stranieri, sullo stile dei Late Show americani (l'unico precedente in Italia era stato il programma Satyricon di Daniele Luttazzi, cancellato dalla Rai l'anno prima). In questa nuova veste, le previsioni del tempo occupano solo un piccolo spazio d'approfondimento all'inizio della trasmissione - tenuto dai meteorologi Luca Lombroso (fino all'edizione 2006-2007) e Luca Mercalli, che hanno cambiato la forma tradizionale delle informazioni meteorologiche prendendole quasi come un pretesto per fare considerazioni più ampie di carattere ecologico e ambientale, talora in polemica con coloro che negano il degrado dell'ecosistema.
Utilizzando una formula analoga, nel corso di diverse successive stagioni la trasmissione ospiterà per molte puntate altri spazi di approfondimento, come quelli dello storico dell'arte Flavio Caroli, dell'economista Carlo Cottarelli e, nel periodo di emergenza per la pandemia di COVID-19, anche dell'immunologo Roberto Burioni.
Questa nuova impostazione del programma si è rivelata vincente, facendo sì che il programma diventasse in breve tempo una delle trasmissioni di punta di Rai 3 e della televisione pubblica italiana, ottenendo numerosi premi e riconoscimenti per la sua qualità: nel 2007 il programma vince il Premio regia televisiva, contro Striscia la notizia e il Festival di Sanremo e Fabio Fazio riceve il Premio "È giornalismo".
Nella stagione 2005-2006 inizia la collaborazione con Luciana Littizzetto, che in ogni puntata, in coppia con il conduttore, commenta i fatti della settimana in maniera ironica.
Nel 2015 nasce lo spin-off Che fuori tempo che fa, in onda il sabato per le prime due stagioni e il lunedì dalla terza, in seconda serata. Nella prima parte Fabio Fazio e Filippa Lagerbäck ospitano in studio i vari personaggi famosi, nella seconda Fazio intervista attorno a un tavolo i personaggi del mondo della musica, del cinema, dell'arte, del teatro e della televisione. Le parti sono intervallate dal monologo di Littizzetto.
Il 20 giugno 2017 viene comunicato che nella stagione televisiva 2017-2018 la direttrice di Rai 3 Daria Bignardi ha deciso di collocare nella stessa fascia oraria la trasmissione, finora in onda su Rai 1, Petrolio (passata poi su Rai 2 dal 2019). Il 23 giugno 2017 viene comunicato che Che tempo che fa passerà su Rai 1. Il 5 settembre 2017, viene comunicata la notizia che la data di partenza della stagione 2017-2018 del programma è prevista per il 24 settembre 2017.
La rete ammiraglia trasmette il programma la domenica, dalle 20:35. In seconda serata trova spazio Che tempo che fa - Il tavolo, mentre nella seconda serata del lunedì va in onda Che fuori tempo che fa . La nuova edizione del programma vede l'introduzione di novità per quanto riguarda lo studio, ingrandito, la scenografia più complessa e caratterizzata dalla solita scrivania centrale, che viene trasformata in un vero e proprio acquario con led-wall interno, la quale scompare automaticamente all'interno del pavimento all'occorrenza. Questa tipologia di scrivania sarà un vero e proprio segno distintivo per la trasmissione anche nelle edizioni successive.
Durante l'estate del 2019 viene comunicato il passaggio del programma su Rai 2, con programmazione prevista per la sola serata di domenica.
Durante l'estate del 2020 viene comunicato il ritorno del programma su Rai 3, con programmazione confermata per la sola domenica (dalle 20:00 fino a mezzanotte, poi fino alle 23:35 e, infine, alle 23:45).
Dopo 20 anni di messa in onda nelle reti Rai, dal 15 ottobre 2023 la trasmissione passa su Nove (dalle 20.00) con l'aggiunta del segmento Che tempo che farà dalle 19:30.

## Le ospitate storiche
Alla trasmissione hanno partecipato importanti esponenti politici e di costume come, prima delle elezioni politiche del 2006, Romano Prodi in qualità di leader del centrosinistra mentre Silvio Berlusconi decise di non partecipare. Nella stagione successiva Adriano Celentano fu protagonista di una puntata, trasmessa il 2 dicembre 2006, che fece registrare 6 271 000 ascoltatori con il 24,81% di share, importante risultato per Rai 3.
Nella puntata del 24 ottobre 2004, in occasione del ventennale della Perestrojka, è stato ospite Michail Gorbačëv, ultimo segretario generale del Partito Comunista dell'Unione Sovietica.
Il 3 maggio 2009 fu ospite della trasmissione Mike Bongiorno, nella sua ultima intervista, lamentando di essere stato licenziato senza preavviso da Mediaset e di non esser più stato contattato da mesi da Silvio Berlusconi, né per il rinnovo del contratto, né per dei semplici saluti.
Il 7 febbraio 2021 è stato ospite, per la prima volta nella televisione italiana, Barack Obama, 44º presidente degli Stati Uniti d'America.
Il 6 febbraio 2022 è stato ospite del programma, in collegamento, Papa Francesco: la puntata ha fatto registrare 6 731 000 spettatori con uno share del 25,4%, record storico della trasmissione. Papa Francesco si collegherà poi di nuovo ospite del programma nella puntata del 14 gennaio 2024 e del 19 gennaio 2025.
Il 12 novembre 2023 è stato ospite Beppe Grillo, assente dalla TV come ospite di una trasmissione da oltre 9 anni.
Il 19 gennaio 2025 è stata ospite Cecilia Sala, per la prima volta nella televisione dopo la liberazione dal carcere.

## Ospiti internazionali
Negli anni la trasmissione si è distinta nel panorama televisivo italiano per aver ospitato importanti svariati personaggi di caratura internazionale, tra i quali:
- Michail Gorbačëv - 23 ottobre 2004[8]
- John Landis - 14 novembre 2004
- Bill Gates - 20 novembre 2004, 21 febbraio 2021[8], 9 febbraio 2025
- Coldplay - 13 novembre 2005[9], 13 novembre 2016[10][11]
- Mark Knopfler - 13 ottobre 2007
- Kylie Minogue - 10 novembre 2007
- Oasis - 9 novembre 2008
- Cherie Blair - 23 maggio 2009[12]
- Condoleezza Rice - 4 ottobre 2009[13]
- Michael Bublé - 18 ottobre 2009, 25 novembre 2012, 4 novembre 2018, 22 dicembre 2024
- Pedro Almodóvar - 15 novembre 2009, 8 maggio 2016, 24 ottobre 2021[8]
- Tom Ford - 10 gennaio 2010
- Hugh Grant - 14 febbraio 2010[14]
- Al Gore - 24 aprile 2010[15]
- Vandana Shiva - 23 maggio 2010
- Tony Blair - 3 ottobre 2010
- Phil Collins - 17 ottobre 2010
- Robert Plant - 14 novembre 2010[16]
- Annie Lennox - 27 novembre 2010, 16 novembre 2014
- Ricky Martin - 26 febbraio 2011
- Zygmunt Bauman - 10 aprile 2011
- Lou Reed e Metallica - 13 novembre 2011[17]
- James Taylor - 22 gennaio 2012
- Penélope Cruz - 4 novembre 2012, 24 ottobre 2021[8]
- Robbie Williams - 2 dicembre 2012; 23 novembre 2013; 20 dicembre 2020[8]
- Diego Armando Maradona - 20 ottobre 2013
- David Lynch - 2 febbraio 2014
- Jean Dujardin - 9 febbraio 2014[18]
- Matt Damon - 9 febbraio 2014[18]
- George Clooney - 9 febbraio 2014[18][19], 20 dicembre 2020
- Stromae - 23 febbraio 2014, 6 marzo 2022
- Novak Đoković - 6 aprile 2014, 19 novembre 2023
- U2 - 12 ottobre 2014, 12 dicembre 2017[20][21]
- Hozier - 18 gennaio 2015
- Jane Fonda - 18 gennaio 2015, 18 ottobre 2020[8]
- Madonna - 8 marzo 2015[22][23]
- Noel Gallagher - 15 marzo 2015[24]
- Gianīs Varoufakīs - 27 settembre 2015[25]
- Adele - 6 dicembre 2015[26]
- Jack Garratt - 7 febbraio 2016 [27]
- Jess Glynne - 13 marzo 2016
- Charlize Theron - 3 aprile 2016[28]
- Dua Lipa - 10 aprile 2016
- Russell Crowe - 22 maggio 2016[29][30]
- Ryan Gosling - 22 maggio 2016[29][30]
- LP - 25 settembre 2016, 2 giugno 2019, 25 ottobre 2020[8]
- Tony Hawk - 12 marzo 2017[31][32]
- Naomi Campbell - 12 marzo 2017, 25 febbraio 2024[33]
- Ed Sheeran - 12 marzo 2017[32][34], 24 ottobre 2021[8], 16 aprile 2023
- Gnash - 19 marzo 2017[35][36]
- Olivia O'Brien - 19 marzo 2017[35][36]
- Jain - 23 aprile 2017
- Carl Lewis - 5 novembre 2017
- Anastacia - 12 novembre 2017[37]
- Vincent Cassel - 19 novembre 2017[38]
- Lewis Hamilton - 17 dicembre 2017[39]
- Tom Hanks - 14 gennaio 2018[40][41], 29 maggio 2022, 11 febbraio 2024
- Meryl Streep - 14 gennaio 2018[40][41]
- Boris Becker - 21 gennaio 2018
- Alice Merton - 21 gennaio 2018[42]
- Alain Delon - 25 marzo 2018
- Rowan Atkinson - 7 ottobre 2018
- Emmanuel Macron - 3 marzo 2019[43]
- Jean-Claude Juncker - 31 marzo 2019
- John Travolta - 20 ottobre 2019[44][45]
- Ron Howard - 27 ottobre 2019[46], 22 novembre 2020[8]
- John Bercow - 15 dicembre 2019[47]
- Uma Thurman - 19 gennaio 2020[48]
- Charles Leclerc - 16 febbraio 2020
- Sebastian Vettel - 16 febbraio 2020
- Anthony Fauci - 27 settembre 2020[8], 16 maggio 2021[8], 31 ottobre 2021, 16 gennaio 2022
- Ken Follett - 4 ottobre 2020[8]
- Whoopi Goldberg - 11 ottobre 2020[8][49], 24 novembre 2024, 13 aprile 2025
- Dan Brown - 11 ottobre 2020[50]
- Greta Thunberg - 18 ottobre 2020[8]
- Michael Houghton - 22 novembre 2020[8]
- Glenn Close - 22 novembre 2020[8]
- Susan Sarandon - 31 gennaio 2021[8]
- Barack Obama - 7 febbraio 2021[8]
- Nancy Pelosi - 21 marzo 2021[8]
- Pelé - 11 aprile 2021[8]
- Matthew McConaughey - 25 aprile 2021[8]
- Woody Allen - 9 maggio 2021[8], 3 dicembre 2023
- Sharon Stone - 16 maggio 2021[8]
- Brian May - 3 ottobre 2021[8]
- Quentin Tarantino - 17 ottobre 2021
- Lady Gaga - 14 novembre 2021
- Christine Lagarde - 28 novembre 2021
- Penélope Cruz e Pedro Almodóvar - 19 dicembre 2021[8]
- Roberta Metsola - 30 gennaio 2022, 27 novembre 2022, 28 maggio 2023
- Papa Francesco - 6 febbraio 2022, 14 gennaio 2024, 19 gennaio 2025
- Sean Penn - 13 marzo 2022
- Marina Ovsjannikova - 27 marzo 2022
- Jens Stoltenberg - 3 aprile 2022
- Dmytro Kuleba - 24 aprile 2022
- Rafael Nadal - 8 maggio 2022
- Kalush Orchestra - 15 maggio 2022
- Richard Gere - 22 maggio 2022, 22 dicembre 2024
- Austin Butler - 29 maggio 2022
- Magic Johnson - 30 ottobre 2022
- Timothée Chalamet - 13 novembre 2022
- Bono - 27 novembre 2022
- Daniel Pennac - 26 marzo 2023
- Emmanuel Carrère - 26 marzo 2023
- Ben Affleck - 26 marzo 2023
- Steve Martin - 7 maggio 2023
- Anthony Hopkins - 28 maggio 2023
- David Grossman - 15 ottobre 2023
- Willem Dafoe - 21 gennaio 2024
- Wim Wenders - 4 febbraio 2024
- Martin Scorsese - 18 febbraio 2024
- António Guterres - 10 marzo 2024
- Zendaya - 14 aprile 2024
- Josh O'Connor - 14 aprile 2024
- Mike Faist - 14 aprile 2024
- Katalin Karikó - 14 aprile 2024
- Ursula von der Leyen - 12 maggio 2024
- Pep Guardiola - 13 ottobre 2024
- Al Pacino - 20 ottobre 2024
- Johnny Depp - 27 ottobre 2024
- Sting - 8 dicembre 2024
- Angela Merkel - 15 dicembre 2024
- Adrien Brody - 2 febbraio 2025
- Daniel Craig - 30 marzo 2025
- Usain Bolt - 6 aprile 2025

## Il cast

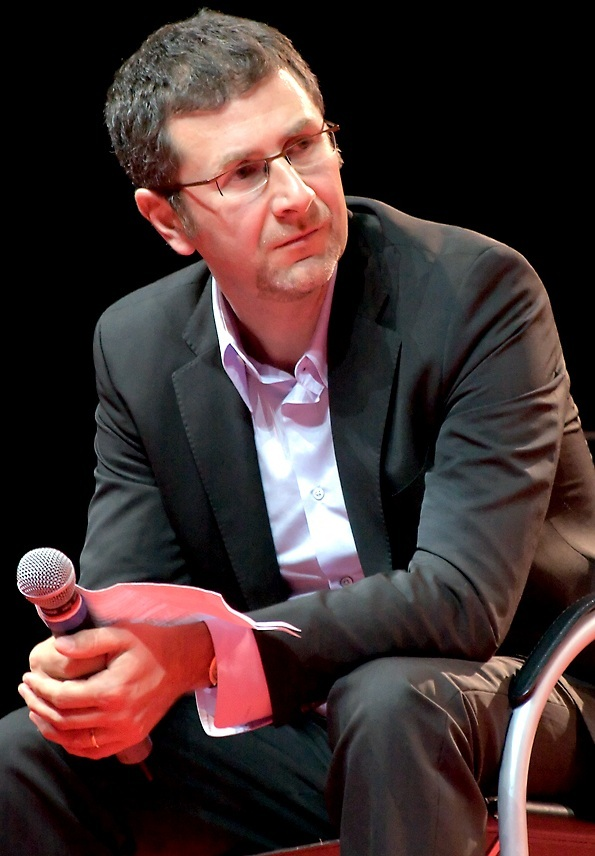
Fabio Fazio, il conduttore della trasmissione televisiva

### I comici
Sempre sulla scia degli show americani, oltre al conduttore Fazio nella trasmissione erano presenti numerosi spazi per interventi comici e satirici, che sono stati curati nel corso degli anni da famosi comici. Nel corso delle varie stagioni si sono succeduti Teo Teocoli, Antonio Cornacchione, Paolo Rossi, Maurizio Milani, Antonio Albanese, Aldo, Giovanni e Giacomo, Luca e Paolo, Enrico Brignano, Ale e Franz, Riccardo Rossi, Elio, Mago Forest, Lello Arena, Massimo Lopez e Tullio Solenghi, Maurizio Crozza (a Che fuori tempo che fa).
Oltre ai confermati Luciana Littizzetto e Nino Frassica, partecipano al tavolo di Che tempo che fa comici come Francesco Paolantoni, la Signora Coriandoli, Ubaldo Pantani, Diego Abatantuono e Max Giusti.

### Le vallette
Ad affiancare Fabio Fazio in studio è presente anche una valletta che ha il compito di introdurre e presentare gli ospiti della serata, oltre che curare gli spazi pubblicitari all'interno della trasmissione. La prima presenza femminile del programma è stata Ilary Blasi, nel cast nella prima e fino alla primavera della seconda stagione della trasmissione, dopo di che Fazio si avvale della collaborazione di Filippa Lagerbäck.

### Gli opinionisti
Ha fatto parte del cast fisso il giornalista del Corriere della Sera Massimo Gramellini, che discute tra il serio e il faceto alcuni fatti di attualità con Fazio. Gramellini ha esordito nella trasmissione con la rubrica di educazione sentimentale Il posto del cuore, per poi curare la Hit parade delle notizie nella puntata del sabato. Nella stagione 2013-2014 la sua presenza in studio si sposta alla domenica, dove affianca Fazio nella seconda metà della puntata, Che fuori tempo che fa. Dalla stagione 2015-2016 Che fuori tempo che fa ritorna al sabato, e così, anche Gramellini.
Attualmente partecipano come opinionisti fissi Michele Serra (con un monologo iniziale), Massimo Giannini (nel segmento dedicato all'attualità) e Roberto Burioni (con uno spazio dedicato alla ricerca e alla scienza). Inoltre partecipano come ospiti frequenti gli scrittori Gianrico Carofiglio e Antonio Scurati e l'influencer culturale Edoardo Prati.

### Gli autori
Il programma è scritto dallo stesso Fabio Fazio, Gianluca Brullo, Walter Fontana, Arnaldo Greco, Piero Guerrera, Veronica Oliva, Edoardo Segantini con la collaborazione di Stefano Faure, Giacomo Freri, Paola Natalicchio, Giacomo Papi e Antonietta Zaccaro.

## Messa in onda
Nel corso delle edizioni, il programma ha mutato la collocazione e l'orario di messa in onda nei seguenti modi:
- nella prima e seconda stagione (2003-2004 e 2004-2005) il programma va in onda il venerdì dalle 20:10 alle 20:30, e il sabato e la domenica, dalle 20:10 alle 21:00, su Rai 3.
- dalla terza (st. 2005-2006) all'ottava edizione (st. 2010-2011), il programma va in onda il sabato e la domenica, dalle 20:10 alle 21:00, su Rai 3.
- nella nona edizione (st. 2011-2012), il programma va in onda il sabato e la domenica, dalle 20:10 alle 21:35, su Rai 3.
- nella decima edizione (st. 2012-2013), il programma va in onda la domenica, dalle 20:10 alle 21:45, e il lunedì, dalle 21:05 alle 22:35, su Rai 3.
- dall'undicesima (st. 2013-2014) alla tredicesima edizione (st. 2015-2016), il programma va in onda il sabato, dalle 21:10 alle 21:30, e la domenica, dalle 20:10 alle 22:30, su Rai 3. Nella tredicesima edizione, la puntata del sabato è intitolata Che fuori tempo che fa.
- nella quattordicesima edizione (st. 2016-2017), il programma va in onda la domenica, dalle 20:00 alle 21:30 con il titolo Che tempo che fa e dalle 21:30 alle 22:45 con il titolo Che fuori tempo che fa, su Rai 3.
- nella quindicesima (st. 2017-2018) e sedicesima edizione (st. 2018-2019) il programma va in onda su Rai 1, la domenica in prima serata, dalle 20:35 a mezzanotte, e il lunedì, con il titolo Che fuori tempo che fa, in seconda serata, per la durata di circa un'ora.
- nella diciassettesima edizione (st. 2019-2020), il programma va in onda su Rai 2 la domenica, dalle 19:30 alle 20:30 con il titolo Che tempo che farà e dalle 21:05 alle 23:45 con il titolo Che tempo che fa.
- nella diciottesima edizione (st. 2020-2021), il programma va in onda la domenica, dalle 20:00 alle 20:40 con la denominazione Che tempo che fa - Anteprima, dalle 20:40 alle 23:00 come Che tempo che fa e dalle 23:00 a mezzanotte Che tempo che fa - Il tavolo, su Rai 3. Nel corso della stagione, a marzo 2021, subisce la seguente variazione: dalle 20:00 alle 20:35 Che tempo che fa - Anteprima, dalle 20:35 alle 22:00 Che tempo che fa e infine dalle 22:00 alle 23:35 Che tempo che fa - Il tavolo.
- nella diciannovesima edizione (st. 2021-2022), il programma va in onda la domenica, dalle 20:00 alle 20:40 come Che tempo che fa - Anteprima, dalle 20:40 alle 22:00 con il titolo Che tempo che fa e dalle 22:00 alle 23:45 Che tempo che fa - Il tavolo, su Rai 3.
- nella ventesima edizione (st. 2022-2023), il programma va in onda la domenica, dalle 20:00 alle 20:40 come Che tempo che fa - Anteprima, dalle 20:40 alle 22:00 con il titolo Che tempo che fa e dalle 22:00 alle 00:15 Che tempo che fa - Il tavolo, su Rai 3.
- nella ventunesima edizione (st. 2023-2024), il programma va in onda la domenica, dalle 19:30 alle 20:00 con la denominazione Che tempo che farà, dalle 20:00 alle 20:30 come Che tempo che fa - Anteprima, dalle 20:35 alle 22:00 come Che tempo che fa e dalle 22:00 fino alle 00:30 con Che tempo che fa - Il tavolo, su Nove.
- dalla ventiduesima edizione (st. 2024-2025), il programma va in onda la domenica, dalle 19:30 alle 20:00 con la denominazione Che tempo che farà, dalle 20:00 alle 21:15 come Che tempo che fa - Anteprima, dalle 21:15 alle 22:30 come Che tempo che fa e dalle 22:30 fino alle 00:55 con Che tempo che fa - Il tavolo, su Nove.

## Edizioni
| Edizioni | Periodo           | Periodo        | Puntate | Programmazione      | Programmazione    | Programmazione | Programmazione                                                                 | Programmazione                                                             | Programmazione      | Programmazione                       | Conduzione  | Presenze fisse               | Presenze fisse | Sigla                                   | Studio                                                            | Regia          | Rete televisiva |
| Edizioni | Inizio            | Fine           | Puntate | L                   | M                 | M              | G                                                                              | V                                                                          | S                   | D                                    | Conduzione  | Presenze fisse               | Presenze fisse | Sigla                                   | Studio                                                            | Regia          | Rete televisiva |
| -------- | ----------------- | -------------- | ------- | ------------------- | ----------------- | -------------- | ------------------------------------------------------------------------------ | -------------------------------------------------------------------------- | ------------------- | ------------------------------------ | ----------- | ---------------------------- | -------------- | --------------------------------------- | ----------------------------------------------------------------- | -------------- | --------------- |
| 1ª       | 13 settembre 2003 | 30 maggio 2004 | 102     |                     |                   |                |                                                                                | [ N 2 ]                                                                    | [ N 3 ]             | [ N 3 ]                              | Fabio Fazio | Ilary Blasi                  | Non presente   | Sigla basata sul jingle di Che tempo fa | Studio 3 del Centro di produzione Rai di corso Sempione di Milano | Enrico Rimoldi | Rai 3           |
| 2ª       | 2 ottobre 2004    | 22 maggio 2005 | 82      |                     | Filippa Lagerbäck |                |                                                                                |                                                                            | [ N 3 ]             | [ N 3 ]                              | Fabio Fazio | Ilary Blasi                  |                | Sigla basata sul jingle di Che tempo fa | Studio 3 del Centro di produzione Rai di corso Sempione di Milano | Enrico Rimoldi | Rai 3           |
| 3ª       | 10 settembre 2005 | 28 maggio 2006 | 60      | Luciana Littizzetto | Filippa Lagerbäck | Duccio Forzano |                                                                                |                                                                            | [ N 3 ]             | [ N 3 ]                              | Fabio Fazio |                              |                | Sigla basata sul jingle di Che tempo fa | Studio 3 del Centro di produzione Rai di corso Sempione di Milano |                | Rai 3           |
| 4ª       | 30 settembre 2006 | 27 maggio 2007 | 61      | Luciana Littizzetto | Filippa Lagerbäck | Duccio Forzano |                                                                                |                                                                            | [ N 3 ]             | [ N 3 ]                              | Fabio Fazio |                              |                | Sigla basata sul jingle di Che tempo fa | Studio 3 del Centro di produzione Rai di corso Sempione di Milano |                | Rai 3           |
| 5ª       | 29 settembre 2007 | 25 maggio 2008 | 66      | Luciana Littizzetto | Filippa Lagerbäck | Duccio Forzano |                                                                                |                                                                            | [ N 3 ]             | [ N 3 ]                              | Fabio Fazio |                              |                | Sigla basata sul jingle di Che tempo fa | Studio 3 del Centro di produzione Rai di corso Sempione di Milano |                | Rai 3           |
| 6ª       | 4 ottobre 2008    | 31 maggio 2009 | 66      | Luciana Littizzetto | Filippa Lagerbäck | Duccio Forzano | Studio 3 del Centro di produzione Rai di via Mecenate di Milano                |                                                                            | [ N 3 ]             | [ N 3 ]                              | Fabio Fazio |                              |                | Sigla basata sul jingle di Che tempo fa |                                                                   |                | Rai 3           |
| 7ª       | 3 ottobre 2009    | 6 giugno 2010  | 64      | Luciana Littizzetto | Filippa Lagerbäck | Duccio Forzano | Studio 3 del Centro di produzione Rai di via Mecenate di Milano                |                                                                            | [ N 3 ]             | [ N 3 ]                              | Fabio Fazio |                              |                | Sigla basata sul jingle di Che tempo fa |                                                                   |                | Rai 3           |
| 8ª       | 2 ottobre 2010    | 29 maggio 2011 | 65      | Luciana Littizzetto | Filippa Lagerbäck | Duccio Forzano | Studio 3 del Centro di produzione Rai di via Mecenate di Milano                |                                                                            | [ N 3 ]             | [ N 3 ]                              | Fabio Fazio |                              |                | Sigla basata sul jingle di Che tempo fa |                                                                   |                | Rai 3           |
| 9ª       | 17 settembre 2011 | 27 maggio 2012 | 70      | Luciana Littizzetto | Filippa Lagerbäck | Duccio Forzano | Studio 3 del Centro di produzione Rai di via Mecenate di Milano                | [ N 4 ]                                                                    | [ N 4 ]             | Dolcenera di Fabrizio De André       | Fabio Fazio |                              |                |                                         |                                                                   |                | Rai 3           |
| 10ª      | 30 settembre 2012 | 26 maggio 2013 | 65      | Luciana Littizzetto | Filippa Lagerbäck | Duccio Forzano | Studio 3 del Centro di produzione Rai di via Mecenate di Milano                | [ N 5 ]                                                                    |                     | Dolcenera di Fabrizio De André       | Fabio Fazio | [ N 6 ]                      |                |                                         |                                                                   |                | Rai 3           |
| 11ª      | 28 settembre 2013 | 25 maggio 2014 | 66      | Luciana Littizzetto | Filippa Lagerbäck | Duccio Forzano | Studio 3 del Centro di produzione Rai di via Mecenate di Milano                |                                                                            | [ N 7 ]             | [ N 8 ]                              | Fabio Fazio | Rainbows di Raphael Gualazzi |                |                                         |                                                                   |                | Rai 3           |
| 12ª      | 28 settembre 2014 | 13 giugno 2015 | 70      | Luciana Littizzetto | Filippa Lagerbäck | Duccio Forzano | Studio 3 del Centro di produzione Rai di via Mecenate di Milano                |                                                                            | [ N 7 ]             | [ N 8 ]                              | Fabio Fazio | Rainbows di Raphael Gualazzi |                |                                         |                                                                   |                | Rai 3           |
| 13ª      | 27 settembre 2015 | 12 giugno 2016 | 34      | Luciana Littizzetto | Filippa Lagerbäck | Duccio Forzano | Studio 3 del Centro di produzione Rai di via Mecenate di Milano                | [ N 9 ]                                                                    | [ N 10 ]            | Twistin' the Night Away di Sam Cooke | Fabio Fazio |                              |                |                                         |                                                                   |                | Rai 3           |
| 14ª      | 25 settembre 2016 | 4 giugno 2017  | 35      | Luciana Littizzetto | Filippa Lagerbäck |                | Studio 3 del Centro di produzione Rai di via Mecenate di Milano                | [ N 11 ]                                                                   | Cristian Biondani   | Twistin' the Night Away di Sam Cooke | Fabio Fazio |                              |                |                                         |                                                                   |                | Rai 3           |
| 15ª      | 24 settembre 2017 | 3 giugno 2018  | 32      | Luciana Littizzetto | Filippa Lagerbäck | [ N 12 ]       | [ N 13 ]                                                                       | Studi 2 e 3 (uniti) del Centro di produzione Rai di via Mecenate di Milano | Cristian Biondani   | Twistin' the Night Away di Sam Cooke | Fabio Fazio | Rai 1                        |                |                                         |                                                                   |                |                 |
| 16ª      | 23 settembre 2018 | 2 giugno 2019  | 32      | Luciana Littizzetto | Filippa Lagerbäck | [ N 12 ]       | [ N 13 ]                                                                       | Studi 2 e 3 (uniti) del Centro di produzione Rai di via Mecenate di Milano | Cristian Biondani   | Twistin' the Night Away di Sam Cooke | Fabio Fazio | Rai 1                        |                |                                         |                                                                   |                |                 |
| 17ª      | 29 settembre 2019 | 24 maggio 2020 | 33      | Luciana Littizzetto | Filippa Lagerbäck |                | [ N 14 ]                                                                       | Studi 2 e 3 (uniti) del Centro di produzione Rai di via Mecenate di Milano | Cristian Biondani   | Twistin' the Night Away di Sam Cooke | Fabio Fazio | Rai 2                        |                |                                         |                                                                   |                |                 |
| 18ª      | 27 settembre 2020 | 30 maggio 2021 | 25      | Luciana Littizzetto | Filippa Lagerbäck | [ N 15 ]       | Rai 3                                                                          | Studi 2 e 3 (uniti) del Centro di produzione Rai di via Mecenate di Milano | Cristian Biondani   | Twistin' the Night Away di Sam Cooke | Fabio Fazio |                              |                |                                         |                                                                   |                |                 |
| 19ª      | 3 ottobre 2021    | 29 maggio 2022 | 30      | Luciana Littizzetto | Filippa Lagerbäck | [ N 16 ]       | Rai 3                                                                          | Studi 2 e 3 (uniti) del Centro di produzione Rai di via Mecenate di Milano | Stefano Vicario     | Twistin' the Night Away di Sam Cooke | Fabio Fazio |                              |                |                                         |                                                                   |                |                 |
| 20ª      | 9 ottobre 2022    | 28 maggio 2023 | 30      | Luciana Littizzetto | Filippa Lagerbäck | [ N 17 ]       | Rai 3                                                                          | Studi 2 e 3 (uniti) del Centro di produzione Rai di via Mecenate di Milano | Cristiano D'Alisera | Twistin' the Night Away di Sam Cooke | Fabio Fazio |                              |                |                                         |                                                                   |                |                 |
| 21ª      | 15 ottobre 2023   | 12 maggio 2024 | 26      | Luciana Littizzetto | Filippa Lagerbäck | [ N 18 ]       | Studio 6 del Centro di produzione Soul Movie Studios in via Mestre 19 a Milano | Nove                                                                       | Cristiano D'Alisera | Twistin' the Night Away di Sam Cooke | Fabio Fazio |                              |                |                                         |                                                                   |                |                 |
| 22ª      | 6 ottobre 2024    | 18 maggio 2025 | 28      | Luciana Littizzetto | Filippa Lagerbäck |                | Studio 6 del Centro di produzione Soul Movie Studios in via Mestre 19 a Milano | Nove                                                                       | Cristiano D'Alisera | Twistin' the Night Away di Sam Cooke | Fabio Fazio |                              |                |                                         |                                                                   |                |                 |

## Spin-off
Dal 26 settembre 2015 al 13 maggio 2019 (su Rai 3 HD fino al 4 giugno 2017 e su Rai 1 fino al 13 maggio 2019) è andato in onda Che fuori tempo che fa in seconda serata. Dalla stagione 2019-2020 non va più in onda.
Dal 29 settembre 2019 al 24 maggio 2020 su Rai 2 è andato in onda Che tempo che farà in fascia preserale. Tale segmento è tornato in onda dal 15 ottobre 2023 con la conduzione di Nino Frassica e la partecipazione di Fabio Fazio dalle 19:30 alle 20:00 su Nove.
Dal 20 ottobre 2023, con il passaggio del programma su Nove, ogni venerdì alle 22:45 va in onda lo spin-off Che tempo che fa - Bis (in precedenza Che tempo che fa - Weekly) dove vengono mostrati i momenti migliori della puntata trasmessa la domenica precedente.

## Controversie

### Reazioni a seguito delle interviste

#### Marco Travaglio
Nella puntata di sabato 10 maggio 2008 il giornalista Marco Travaglio, nel corso dell'intervista, ha criticato il neonominato presidente del Senato Renato Schifani («dopo c'è solo la muffa, il lombrico»), ricordando anche suoi passati legami con persone poi dimostratesi legate alla mafia. Nonostante l'immediata dissociazione del conduttore Fabio Fazio («non son d'accordo su niente») e il suo auspicio di un prossimo intervento di Schifani nella trasmissione per il diritto di replica, l'intervista ha generato numerose critiche alla trasmissione. Sia esponenti del PdL che la capogruppo del PD al Senato Anna Finocchiaro hanno parlato di un uso distorto del servizio pubblico, denunciando in particolare la mancanza di contraddittorio.
Altri esponenti politici, come Antonio Di Pietro, hanno difeso la libertà di cronaca del giornalista, soprattutto sottolineando il fatto che non c'è bisogno di contraddittorio quando si narrano dei fatti obiettivi o delle vicende senza emettere giudizi. Già all'inizio della puntata della sera successiva, domenica 11 maggio, sono state presentate le scuse del direttore generale della Rai Claudio Cappon e dello stesso Fazio. L’allora presidente del Senato ha presentato una querela per diffamazione.
Nel 2010 il Tribunale di Torino ha condannato Travaglio, riconoscendo la natura diffamatoria delle affermazioni nella parte in cui Schifani fu paragonato a un lombrico, al pagamento di 16 000 euro.

## Loghi

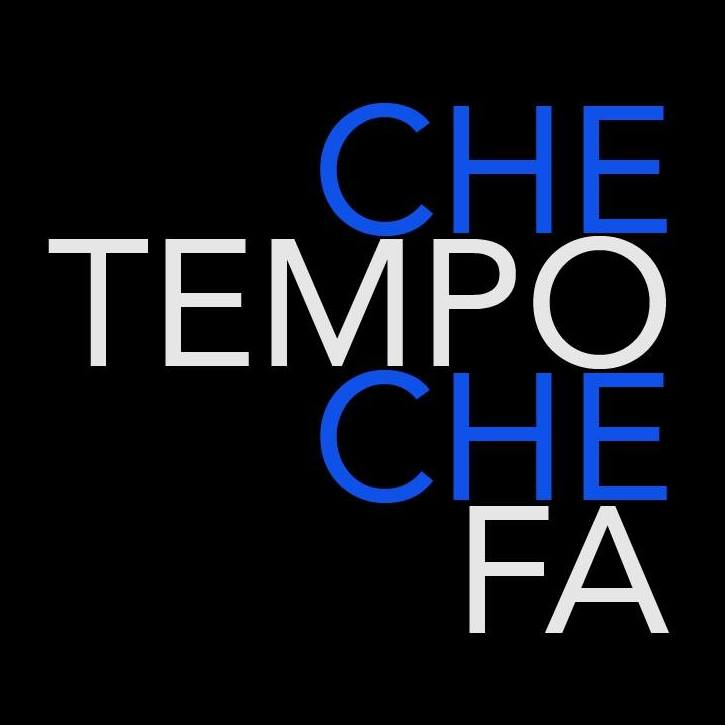
Logo usato dal 17 settembre 2011 al 28 maggio 2023
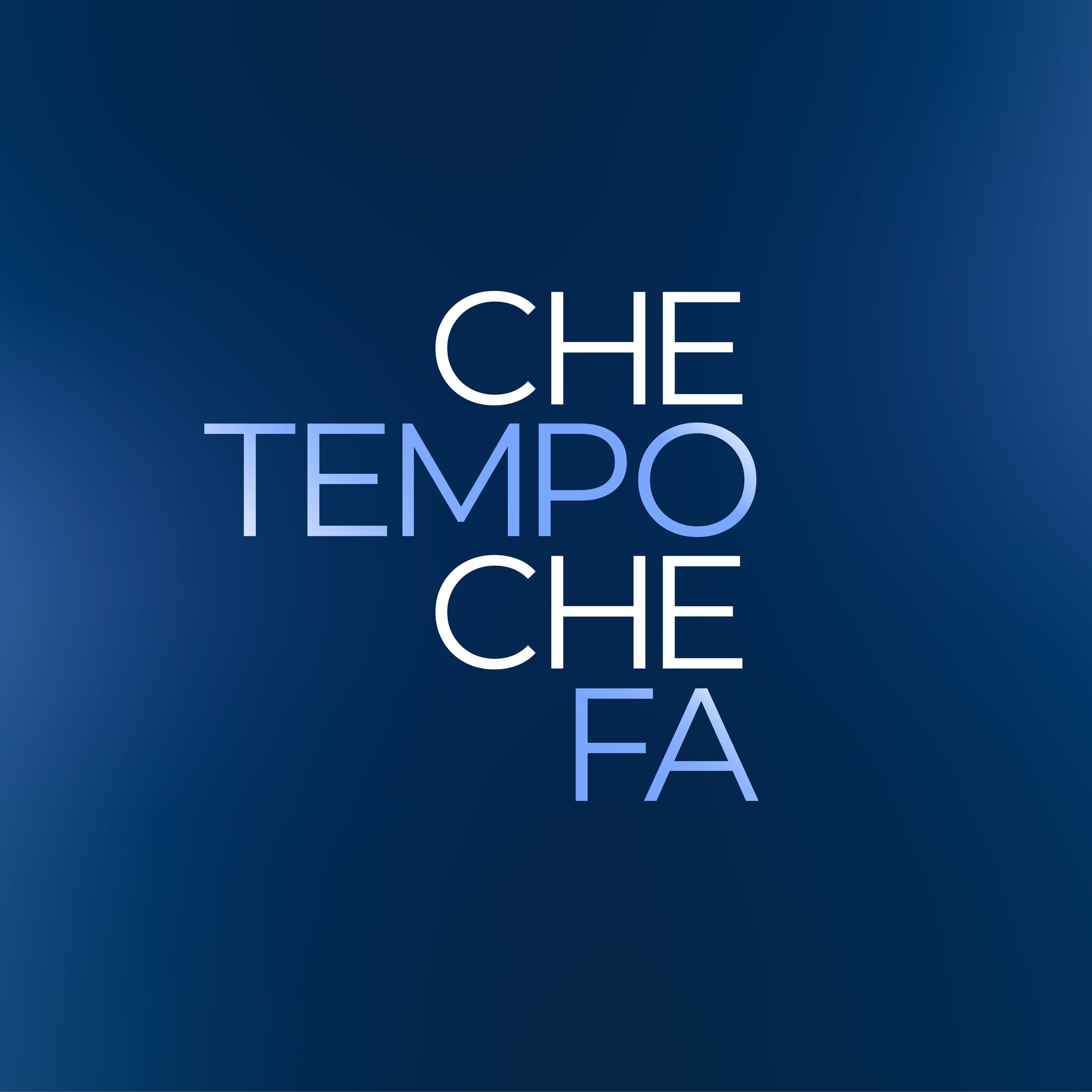
Logo in uso dal 15 ottobre 2023